# Ramal ferroviario Suipacha-Bayauca
El Ramal Suipacha - Bayauca pertenece al Ferrocarril Domingo Faustina Sarmiento, Argentina. Está bajo tutela de la empresa estatal Trenes Argentinos Cargas.

## Ubicación
Se halla íntegramente en la provincia de Buenos Aires, atravesando los partidos de Suipacha, Chivilcoy, Alberti, Bragado, General Viamonte y Lincoln.

## Características
Era un ramal secundario de la red, usado para transporte de pasajeros desde Once hasta la provincia de La Pampa, y para cargas. A 2016, se encuentra sin actividad y estado de abandono. Sólo se encuentran activa la estación Suipacha para tránsito de pasajeros.

## Historia
El ramal fue inaugurado el 3 de julio de 1907 por el Ferrocarril Oeste de Buenos Aires. Sus servicios cesaron en la década de 1990.